# أندريه يوويل
أندريه يوجين إيويل (بالإنجليزية: Andre Eugene Ewell؛ مواليد 21 يناير 1988) هو مُقاتل فنون قتالية مختلطة أمريكي.

## وصلات خارجية
- أندريه يوويل على موقع بوكس ريك (الإنجليزية) (registration required)
- أندريه يوويل على موقع يو إف سي (الإنجليزية)
- أندريه يوويل على موقع شيردوغ (الإنجليزية)